# Goães (Amares)
Goães ist eine Gemeinde im Norden Portugals.
Goães gehört zum Kreis Amares im Distrikt Braga, besitzt eine Fläche von 3,0 km² und hat 490 Einwohner (Stand 19. April 2021).